# Rubén Odio Herrera

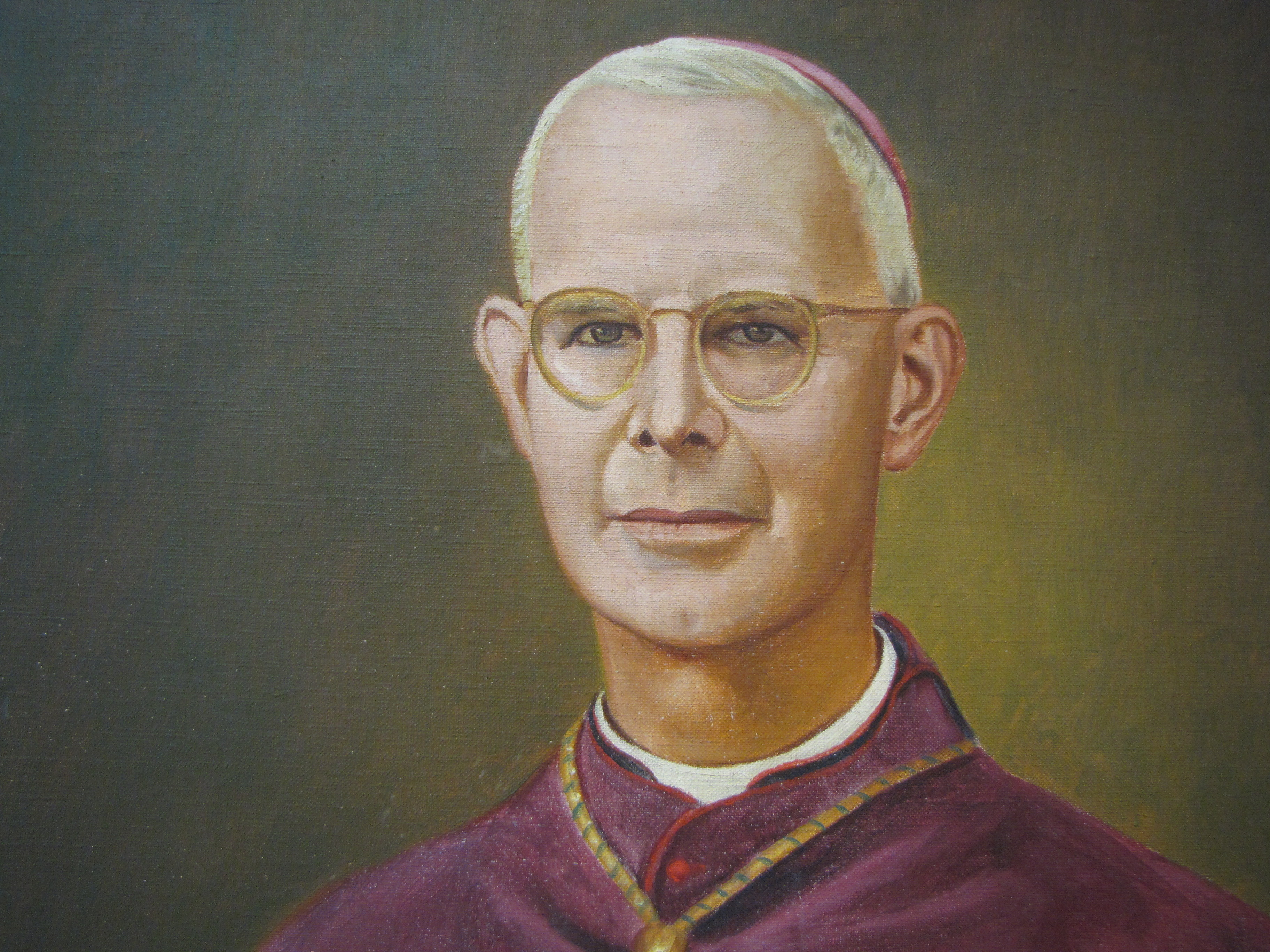
Rubén Odio Herrera

Rubén Odio Herrera (* 22. Oktober 1901 in San José, Costa Rica; † 21. August 1959 ebenda) war ein costa-ricanischer Geistlicher.

## Leben
Rubén Odio Herrera studierte Theologie am Priesterseminar von San José empfing am 29. Juni 1924 die Priesterweihe von Monsignore Rafael Otón Castro. 1951 wurde er zum Hausprälaten Seiner Heiligkeit ernannt.
Am 31. Oktober 1952 ernannte Papst Pius XII. ihn zum Erzbischof von Erzbistum San José de Costa Rica. Paul Bernier, Apostolischer Nuntius von Costa Rica, weihte ihn am 12. Dezember 1952 zum Bischof. Mitkonsekratoren waren Juan Vicente Solís Fernández, Bischof von Alajuela, und Johann Paul Odendahl Metz CM, Apostolischer Vikar von Limón.